# Puccinia exasperans
Puccinia exasperans ist eine Ständerpilzart aus der Ordnung der Rostpilze (Pucciniales). Der Pilz ist ein Endoparasit von Bouteloua-Süßgräsern. Symptome des Befalls durch die Art sind Rostflecken und Pusteln auf den Blattoberflächen der Wirtspflanzen. Sie kommt im südlichen Nordamerika vor.

## Merkmale

### Makroskopische Merkmale
Puccinia exasperans ist mit bloßem Auge nur anhand der auf der Oberfläche des Wirtes hervortretenden Sporenlager zu erkennen. Sie wachsen in Nestern, die als gelbliche bis braune Flecken und Pusteln auf den Blattoberflächen erscheinen.

### Mikroskopische Merkmale
Das Myzel von Puccinia exasperans wächst wie bei allen Puccinia-Arten interzellulär und bildet Saugfäden, die in das Speichergewebe des Wirtes wachsen. Aecien oder Spermogonien der Art sind nicht bekannt. Die zimtbraunen Uredien des Pilzes wachsen beidseitig auf den Wirtsblättern. Ihre ebenfalls zimtbraunen Uredosporen sind 22–29 × 17–25 µm groß, breitellipsoid bis kugelig und fein stachelwarzig. Die beidseitig wachsenden Telien der Art sind schwärzlich, pulverig und früh offenliegend. Die gold- bis hell haselnussbraunen Teliosporen sind zweizellig, oft vertikal septiert, kugelig bis breitellipsoid und 24–31 × 17–26 µm groß. Ihre Stiele sind gelblich und bis zu 125 µm lang.

## Verbreitung
Das bekannte Verbreitungsgebiet von Puccinia exasperans umfasst Mexiko und die südlichen USA.

## Ökologie
Die Wirtspflanzen von Puccinia exasperans sind verschiedene Bouteloua-Arten. Der Pilz ernährt sich von den im Speichergewebe der Pflanzen vorhandenen Nährstoffen, seine Sporenlager brechen später durch die Blattoberfläche und setzen Sporen frei. Die Art verfügt über einen Entwicklungszyklus, von dem bislang lediglich Telien und Uredien sowie deren Wirt bekannt sind; Spermogonien und Aecien konnten dem Pilz nicht zugeordnet werden.